# William Logan
William Logan, född 8 december 1776 i Harrodsburg, död 8 augusti 1822 i Shelby County, Kentucky, var en amerikansk jurist och politiker (demokrat-republikan). Han representerade delstaten Kentucky i USA:s senat 1819-1820.
Logan flyttade omkring 1798 till Shelby County. Han studerade sedan juridik och inledde sin karriär som advokat i Kentucky. Han var delegat till Kentuckys konstitutionskonvent år 1799. Han var domare i en appellationsdomstol 1808-1812.
Logan var elektor i presidentvalen i USA 1808, 1812 och 1816. Han efterträdde 1819 Isham Talbot som senator för Kentucky. Han avgick följande år och efterträddes av företrädaren Talbot. Logan kandiderade 1820 utan framgång i guvernörsvalet.